# Pedro Machuca

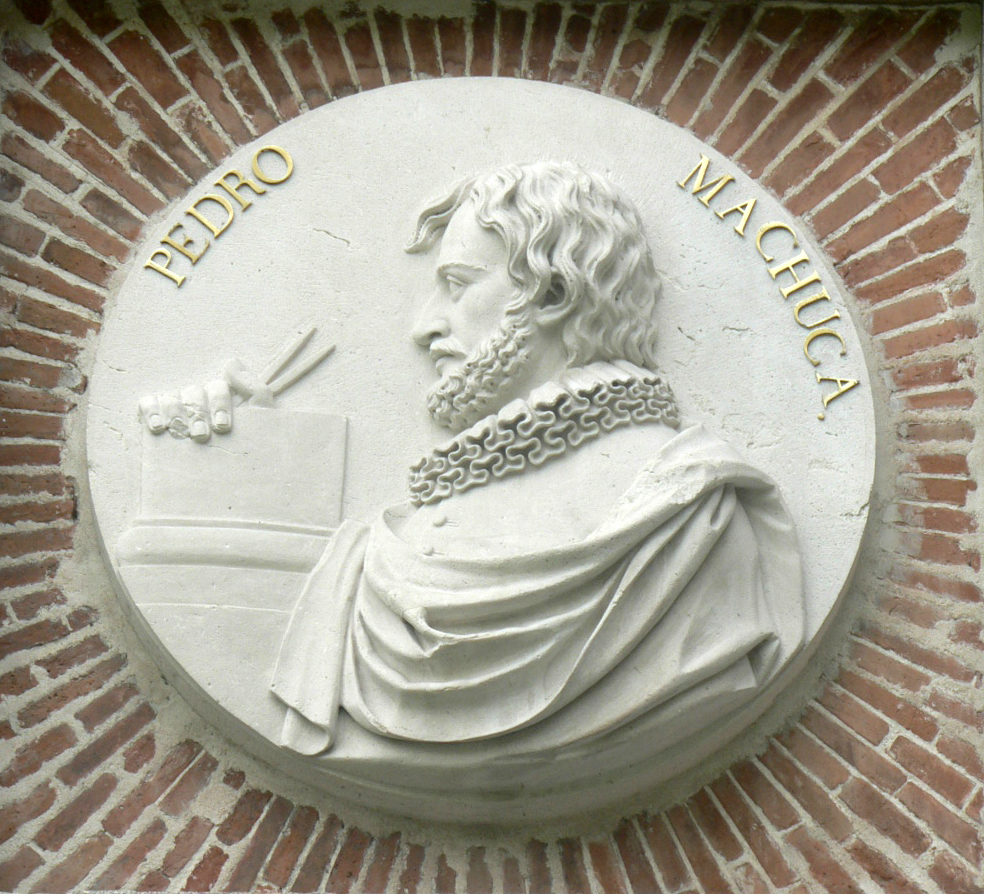
Künstlerische Relief-Darstellung Pedro Machucas im Museo del Prado

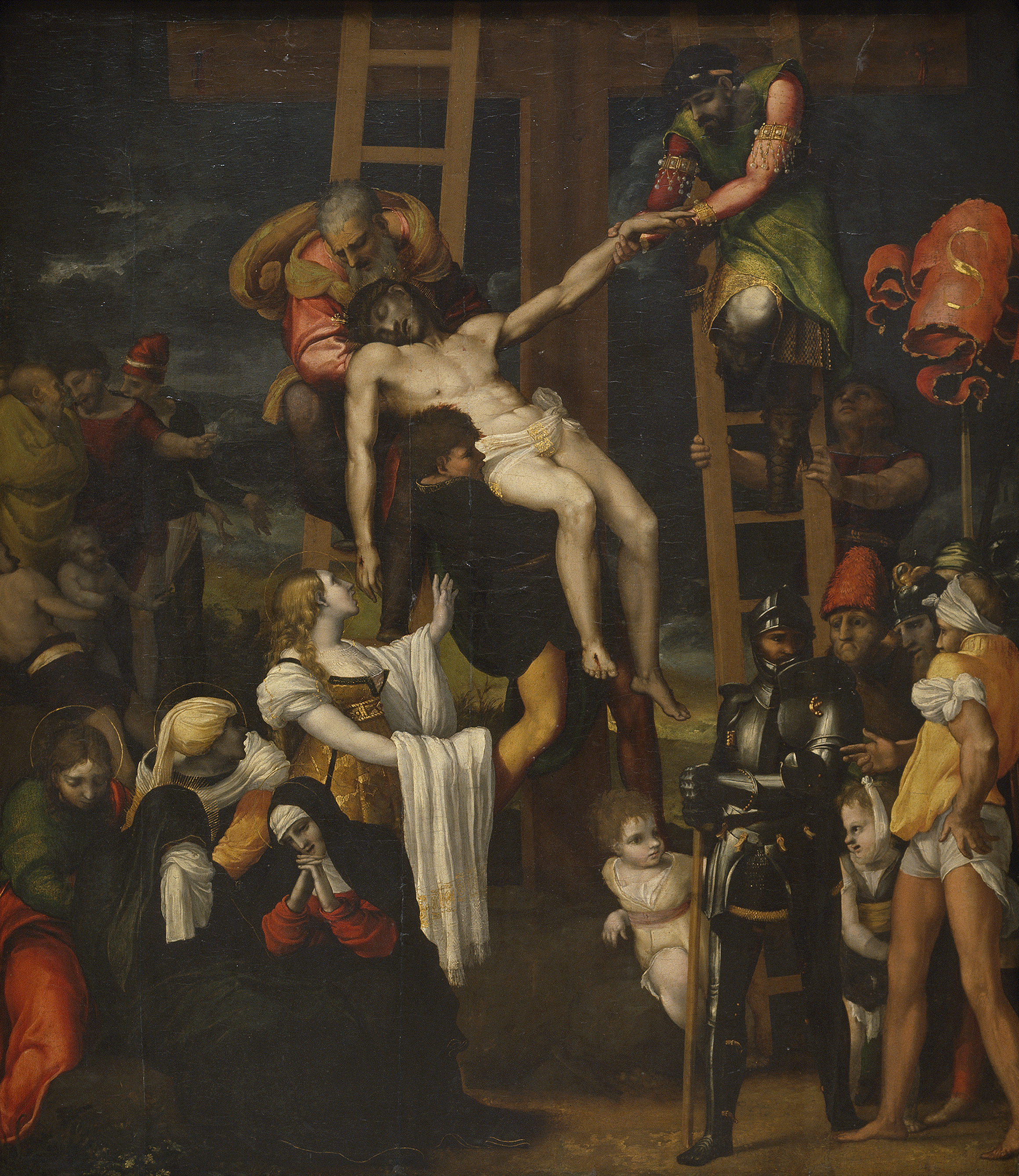
Pedro Machuca – Kreuzabnahme

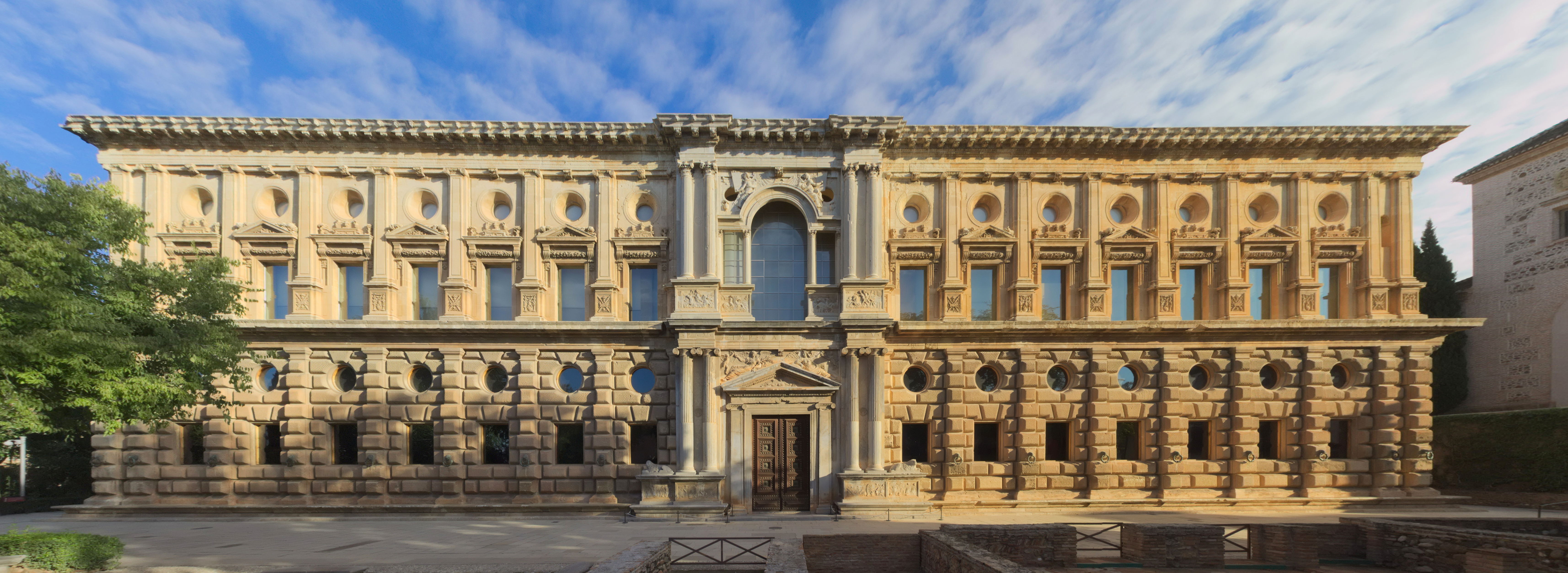
Palast Karls V. im Alhambra-Komplex

Pedro Machuca (* um 1490 in Toledo; † 4. August 1550 in Granada) war ein spanischer Maler und Architekt in der Renaissance. Zusammen mit Alonso Berruguete, Diego de Siloé und Bartolomé Ordóñez war Machuca einer der vier Künstler, die der in Lissabon lebende Maler, Architekt und Kunsttheoretiker Francisco de Holanda (1517–1585) als „Adler der Renaissance“ in Spanien bezeichnet hat.

## Leben
Nach seiner Studienzeit in Florenz, wo er die Grundsätze der Renaissancearchitektur bei Giuliano da Sangallo († 1516) erlernte, kehrte Pedro Machuca im Jahr 1520 nach Granada zurück. Anfänglich arbeitete er hauptsächlich als Maler, wurde aber im Jahr 1527 von Kaiser Karl V. zum leitenden Architekten der Alhambra ernannt und übernahm den Bau eines zweigeschossigen Palastes mit kreisrundem Innenhof. Dieser Palast Karls V. unterschied sich wesentlich von der ihn umgebenden maurischen Architektur und ist ein fast klassisches Beispiel des Hochrenaissancestils von Donato Bramante und Raffael. Der Bau wurde von Machucas Sohn Luis fortgeführt, blieb aber unvollendet.